# Astronomy Domine
"Astronomy Domine" là một bài hát của ban nhạc rock người Anh Pink Floyd. Bài hát, được sáng tác và soạn bởi hát chính/guitar Syd Barrett, là ca khúc mở đầu cho album đầu tay của họ, The Piper at the Gates of Dawn (1967). Barrett và keyboard Richard Wright hát chính trong ca khúc này.

## Thành phần tham gia sản xuất
- Syd Barrett – guitar lead, slide guitar (Fender Esquire), hát chính.
- Rick Wright – organ (Farfisa), hát chính.
- Roger Waters – bass (Rickenbacker 4001).
- Nick Mason – trống.